# Picana
La picana è un pungolo elettrico usato per controllare il bestiame dai gauchos argentini negli anni trenta. È stato anche utilizzato come strumento di tortura dalle dittature sudamericane negli anni settanta-ottanta, soprattutto nell'Argentina di Jorge Rafael Videla, ma anche in Cile (da non confondere con la parrilla, che invece era una struttura di metallo - spesso un letto - a cui veniva legato il prigioniero per torturarlo con scosse elettriche) ed in Brasile.
È uno strumento molto semplice, che può funzionare sia con la corrente della rete elettrica, sia con una batteria di un'automobile. Concettualmente, converte la tensione con cui è alimentato, in una tensione del valore di molte migliaia di volt, 6.000, 8.000, 10.000 o 15.000 volt, ma con valore di corrente molto modesto, insufficiente a provocare una folgorazione mortale. È costituito da un manico isolato, avente sulla punta una coppia di elettrodi sui quali è presente la tensione; il contatto di questi sulla pelle dell'animale, provoca un leggero shock localizzato, sufficiente a farlo spostare nella direzione voluta.
L'utilizzo come strumento di tortura poteva avvenire già sull'automobile, immediatamente dopo un sequestro oppure in seguito. Generalmente veniva usato sul corpo nudo della vittima, un prolungato contatto degli elettrodi sulla pelle ne provocava la bruciatura. La vittima subiva spesso una doccia d'acqua fredda, la quale, aumentando la conducibilità elettrica della pelle, di conseguenza ne aumentava il dolore. Ovviamente venivano scelti i punti più sensibili, il pene, i testicoli, i seni, e soprattutto le parti umide del corpo, la vagina, l'ano, le gengive o gli occhi: essendo queste zone estremamente delicate e coperte da mucose umide, il fluire della corrente elettrica provoca estremo dolore. Un metodo di tortura analogo veniva attuato per mezzo di un alimentatore, in questo caso gli elettrodi erano indipendenti, costituito da qualsiasi oggetto metallico. Solitamente il trattamento per i maschi consisteva nel legare un elettrodo al pene e infilare l'altro nell'ano, per la donna poteva essere usato un cucchiaio infilato nella vagina. Data la bassa resistività delle mucose interne del corpo umano, bastava un comune alimentatore da laboratorio con tensione variabile da zero a qualche decina di volt, per fare scorrere una corrente sufficiente a portare il corpo alle convulsioni.